# Severo Bonini
Severo Bonini (Firenze, 23 dicembre 1582 – Firenze, 5 dicembre 1663) è stato un compositore e organista italiano.

## Biografia
Nacque a Firenze il 23 dicembre 1582, dove fu battezzato con il nome di Luca. A soli dieci anni entrò nella comunità benedettina dei monaci di Vallombrosa. Qui nel 1595 prese l'abito col nome di Severo; dopo aver ricevuto via via gli ordini minori, il 2 maggio 1599 divenne padre professo. Il 24 febbraio 1601 fu inviato all'abbazia di Passignano. All'interno delle comunità monastiche del suo ordine poté studiare l'organo e il canto gregoriano, e dovette avere anche i primi rudimenti della composizione.

Ritornato a Firenze nel monastero di Santa Trinita, poté perfezionare la sua formazione musicale, studiando con Giulio Caccini ed entrando in contatto con i migliori musicisti attivi nella città. Nel 1607 diede alle stampe la sua prima raccolta, Madrigali e canzonette spirituali per cantare a voce sola. Affermatosi come uno dei più rappresentativi compositori del nuove stile recitativo, fu ammesso nell'Accademia degli Elevati, e frequentò gli ambienti aristocratici fiorentini. In casa di Marcantonio e Orazio Magalotti fu eseguito il suo Lamento d'Arianna, su testo di Ottavio Rinuccini, che Bonini diede poi alle stampe nel 1613. 

Nel 1613 fu trasferito nell'abbazia di S. Mercuriale a Forlì, dove visse per ventisette anni, svolgendo l'incarico di organista e ricoprendo varie cariche all'interno della comunità. 
Nel 1640 ritornò a vivere a Firenze in S. Trinita, dove nel 1642 ebbe la carica di maestro di cappella della chiesa annessa al monastero, e dal 1646, anche quella di organista.

Morì a Firenze il 5 dicembre 1663.

La notorietà di Severo Bonini è legata al suo trattato di carattere storico-critico Discorsi e regole sopra la musica et il contrappunto, databile agli anni 1646-1648, oggi conservato a Firenze nella Biblioteca Riccardiana (Ms. 2218). Nel trattato, condotto in forma di dialogo tra Don Severo (overo l'autore stesso) e il suo giovane amico Filareto, viene esaltata la nobiltà della musica, non solo sacra ma anche profana, sostenendo che la «moderna musica è più perfetta dell'antica». Secondo l'autore, gli «effetti e miracoloni lasciati scritti dagli antichi e moderni autori, come tante favole ed effetti d'arte magica», sono infatti messi in ombra dalla perfezione raggiunta dai migliori compositori come pure dagli esecutori, vocali e strumentali, del tempo. Le citazioni del testo di Bonini spaziano dalla Bibbia alla mitologia, dai classici della patristica fino alla trattatistica teorico-pratica del Cinquecento di autori quali Zarlino e Galilei, e compositori quali Palestrina e Soriano. 
Ancora più interessanti sono le testimonianze che Bonini offre su diversi musicisti suoi contemporanei che nella maggior parte dei casi aveva potuto ascoltare di persona a Firenze o in altri luoghi. Nel trattato vengono riportati anche interessanti episodi della carriera artistica di personalità del tempo, come Giulio Caccini e sua figlia Settimia, Girolamo Frescobaldi, dei compositori Marco da Gagliano e Filippo Vitali, dell'attrice e cantante Virginia Ramponi Andreini detta Florinda, prima interprete dell'Arianna di Monteverdi, e di numerosi virtuosi di liuto, tiorba, arpa, clavicembalo e organo.

## Opere musicali
- Madrigali e canzonette spirituali del molto R.P.D. Crisostomo Talenti vallombrosano, et del sig. Giovambatista Marino, posti in musica dal R.P. Don Severo Bonini da Firenze, monaco di Vallombrosa. Per cantare a una voce sola, sopra il chitarrone, o spinetta, o altri stromenti, Firenze, Cristofano Marescotti, 1607. (riedizione: Venezia, Alessandro Raveri, 1608).
- Il primo libro de' mottetti a tre voci commodissimi er cantare e concertare nel organo con ogni sorte de stromenti, con un dialogo della Madonna ... e con il basso continuato per maggiore commodità ... opera tertia, Venezia, Alessandro Raveri, 1609.
- Il secondo libro de madrigali e mottetti a voce sola per cantare sopra gravicemboli, chitarroni et organi, con passaggi e senza, Firenze, Cristofano Marescotti, 1609.
- Lamento d'Arianna, cavato dalla tragedia del signor Ottavio Rinuccini ... posto in musica in stile recitativo, Venezia, Gardano - Bartolomeo Magni, 1613.
- Serena celeste di don Severo Bonini da Firenze, monaco di Valembrosa [sic] organista di S. Mercuriale di Forli, nella quale si contengono mottetti a una, due, e tre voci, Venezia, Gardano - Bartolomeo Magni, 1613.
- Affetti spirituali a due voci, parte in istile di Firenze o recitativo per modo di dialogo, e parte in istile misto. Di Don Severo Bonini da Firenze monaco di Vallombrosa e organista di S. Mercuriale di Forlì. Dedicati all'ill.mo e rev.mo sig.r cardinal Valente. Opera settima, Venezia, Gardano - Bartolomeo Magni, 1615.

## Opere letterarie
- Canzone di don Severo Bonini monaco di Vallombrosa per le felicissime nozze de' Serenissimi di Toscana, Don Cosimo Medici e Maddalena d'Austria, Firenze, Cristofano Marescotti, 1608.
- Signa, stemmata, elogia Castellae gentis. Pars prima ..., Forlì, Savaretti, 1625.